# Can de palleiro
El can de palleiro es una raza de perro pastor autóctona  de Galicia (España).

## Características

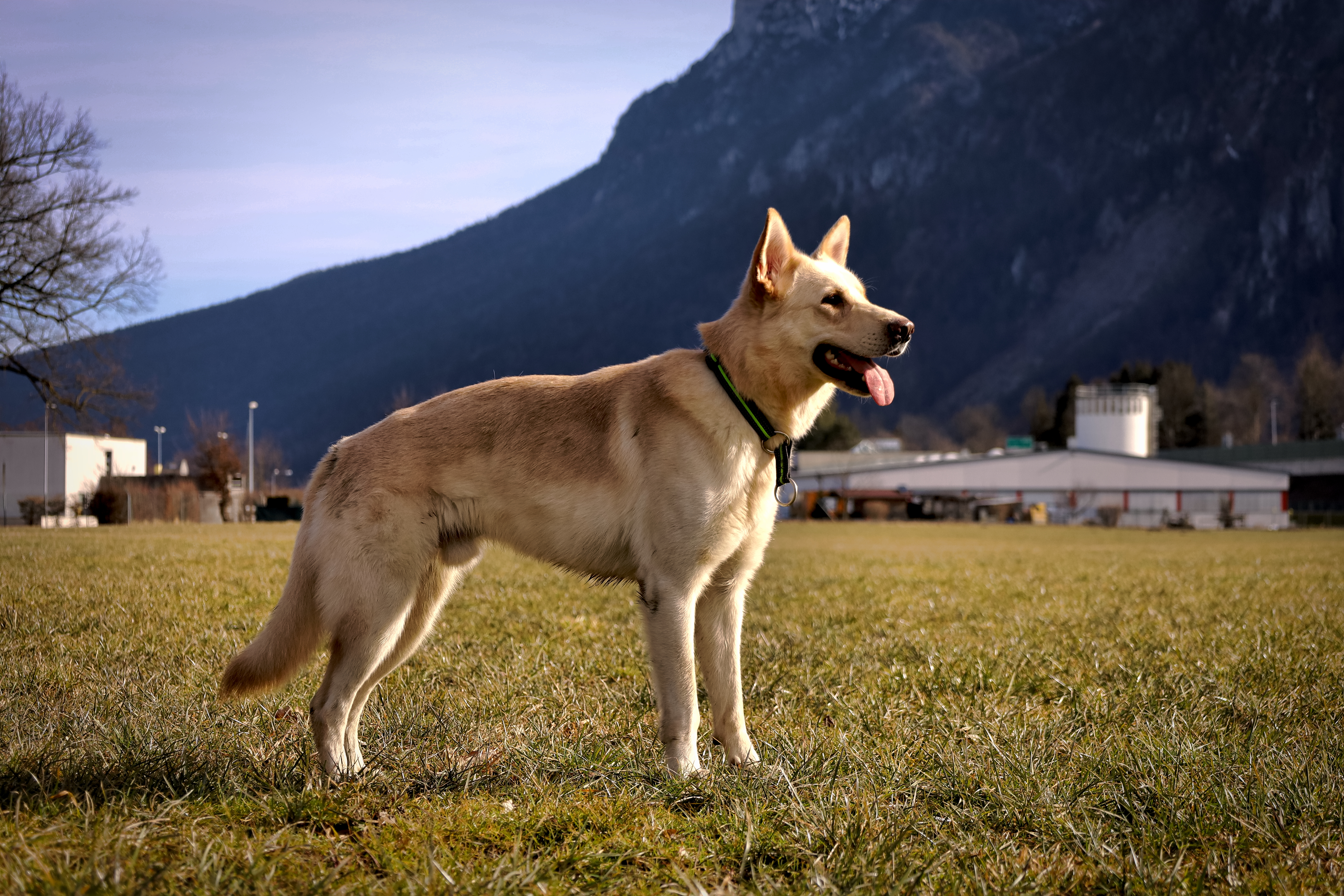
Can de palleiro

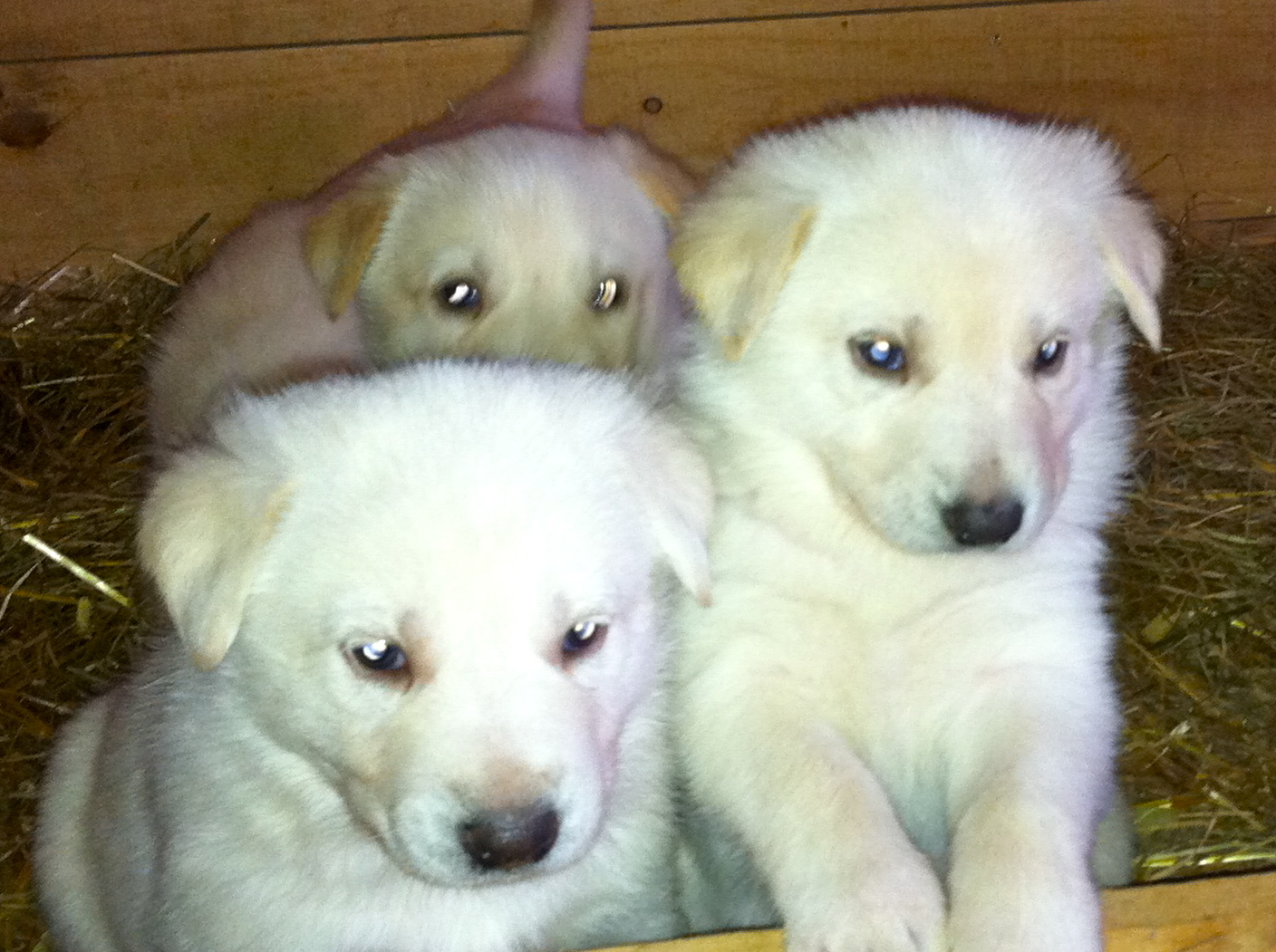
Cachorros de can de palleiro

Perro pastor y de guarda fiel y multifuncional, tanto va con las vacas arreándolas y guardándolas como también cuida la casa. Guardián de proverbial inteligencia, presenta un carácter fuerte y reservado con los extraños, siendo además valiente y mordedor (entiéndase por la forma de azuzar al ganado durante el manejo dando "pellizcos" con la boca en los cuartos traseros de los animales), características que lo hacen un gran colaborador en la conducción y guarda del ganado. Con una gran fidelidad para con su amo, con la gente de la casa se vuelve dulce y tranquilo.
Es necesario destacar la estabilidad psíquica y equilibrada de este animal, propio de un perro pastor, por lo que este rasgo ha de cuidarse en extremo, fomentando la selección de ejemplares equilibrados y suficientemente socializados. 
Mide unos 60 cm y pesa alrededor de 40 kg. Su cabeza, de forma piramidal, tiene las orejas colocadas a los lados y de punta. Sus patas son fuertes, lo que le hace ser un perro atlético.
Su pelo puede ser desde colores claros, como el arena,[¿cuál?] canela hasta colores más oscuros como el negro y marrón, así como de capa "alobada".

## Temperamento
Perro posesivo y cuidadoso de sí mismo y de quienes conviven con él, ladra a los extraños y defiende su territorio como un buen perro lupoide. Es ideal para convivir con familias numerosas y con niños, ya que no permitirá que corran ningún riesgo. Ideal para el campo y en el caso de tenerlo en ciudad, deberá tenerse en cuenta que es una raza con mucha energía y que necesitará ejercicio.

## Ancestros
Los ancestros del can de palleiro son los perros autóctonos de Galicia desde el paleolítico. Comparte un origen común con el pastor belga, pastor alemán, pastor holandés.
Este perro de granja ha existido desde entonces en toda Galicia e incluso siendo numerosas las referencias sobre él, tanto orales como literarias, ha permanecido en el anonimato prácticamente hasta nuestros días.
Recibe su nombre en alusión al pajar donde este pastor y guardián solía dormir.

## Reconocimiento de raza
La raza está reconocida por la Junta de Galicia, por medio de la Consejería del Medio Rural y del Mar, y el Ministerio de Medio Ambiente, por medio de la publicación en el DOGA 91 (11 de mayo de 2001) en la Orden de 26 de abril de 2001, donde se publica el estándar racial de la Raza Autóctona Gallega “Can de Palleiro” y se crea el libro genealógico correspondiente. A nivel de España se recoge el prototipo racial y por lo tanto el reconocimiento de la raza en el BOE 193 (13 de agosto de 2001) donde se incluye en el anexo del Real Decreto 558/2001, de 25 de mayo.